# 검은관코과일박쥐
검은관코과일박쥐(Nyctimene celaeno)는 큰박쥐과에 속하는 박쥐의 일종이다. 인도네시아의 토착종이다. 국제 자연 보전 연맹(IUCN)은 이 종을 큰관코과일박쥐 (Nyctimene aello)의 이명으로 분류하고, 큰관코과일박쥐에게 이름 우선권을 주고 있다. 그러나 2013년 기준으로, 통합분류정보시스템(ITIS)은 별도의 종으로 분류하고 있다.